# Leon Ghelerter
Litman Leon Ghelerter (n. 27 ianuarie 1873, Iași – d. 28 iulie 1945, București) a fost unul dintre fruntașii mișcării socialiste din România, doctor în medicină, ctitor de spitale, tribun și publicist de origine evreiască.

## Biografie
Părinții săi au fost Zalman și Debora Ghelerter. În anul 1899 și-a obținut licența de medic absolvind Facultatea de Medicină din Iași cu o teză având ca subiect alcoolismul. A fost coleg de promoție cu Marta Trancu-Rainer, prima femeie chirurg din România. În anul 1895 a fost atras de mișcarea socialistă, aderând la Cercul socialist evreiesc „Lumina”.
Cunoscut între prieteni și familie cu numele „Moșu'Lu” (după un vechi obicei moldovenesc), dr. Ghelerter a trăit și activat de la naștere până în anul 1920 la Iași, iar din anul 1920 până la moarte la București.

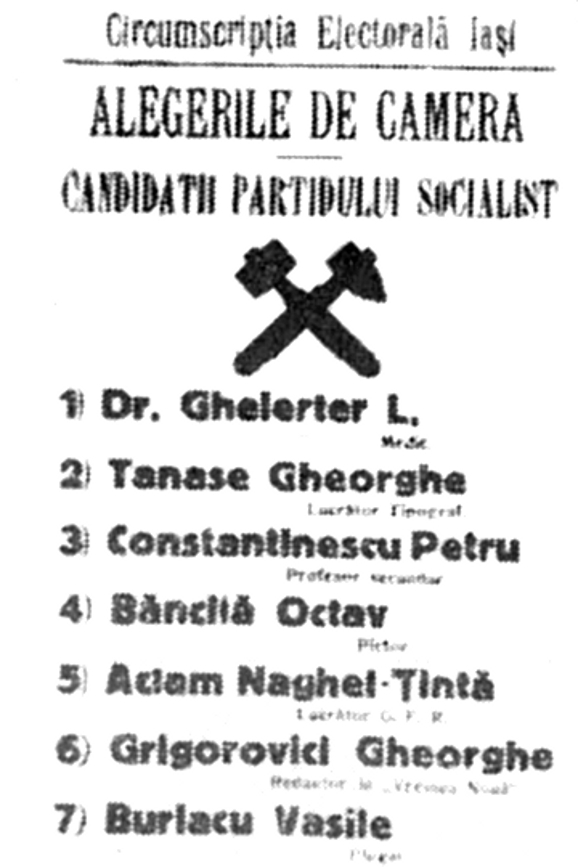
Afiș electoral cu lista de candidați ai Partidului Socialist pentru alegerile legislative din 1920, listă condusă de Leon Ghelerter și din care mai făceau parte Gheorghe Grigorovici și pictorul Octav Băncilă.

A fost membru al Partidului Social-Democrat, precum și membru fondator (1928) al Partidului Socialist al Muncitorilor din România (P.S.M.R.). În anul 1931 numele partidului a fost modificat în cel de Partidul Socialist Independent (P.S.I.). În anul 1933 Partidul Socialist înființat de un alt dizident din Partidul Social-Democrat, Constantin Popovici, s-a unificat cu Partidul Socialist Independent al doctorului Ghelerter. Noul partid s-a numit „Partidul Socialist Unitar” (P.S.U.) și a fost condus de dr. Leon Ghelerter (președinte), Ștefan Voitec și Constantin Popovici (secretari generali).
Este înmormântat la Cimitirul Evreiesc Filantropia din București, alături și pe același rând cu fratele lui, Milo Ghelerter, sora lui, Caia Vexler Ghelerter, fiul lui, dr. Iuliu Ghelerter, și nepoții lui de frate, regizorul Moni Ghelerter și Felix Ghelerter.

## Activitatea medicală
Doctorul Leon Ghelerter a fost ctitorul Spitalului de copii din Iași, al așezământului medico-social „Întrajutorarea”, al „dispensarului pentru ajutorare medicală și consultații gratuite”. A înființat Fundația „Iubirea de Oameni". În anul 1926 se așază piatra de fundație a spitalului și policlinicii „Iubirea de Oameni”, pe care stau scrise cuvintele fondatorului: „În anul 1926 luna nov.7 s-a zidit această piatră a spitalului «Iubirea de Oameni» - care va sluji obștei din Capitală și din toată țara românească, fără deosebire de nație și credință, pentru prevenirea boalelor, însănătoșirea norodului și învățătura tinerimei medicale”. În anul 1945, după 19 ani de activitate, spitalul avea la activ peste un milion de consulțatii și tratamente efectuate în mod gratuit la aproape 400.000 de bolnavi.
În Bilete de papagal din anul 1928, Tudor Arghezi i-a făcut doctorului Ghelerter următorul portret: 
„.... e un tovarăș socialist, un tovarăș uriaș, un uriaș cu zâmbetul de pici. În figura de gal, cu mustățile de cucuruz se joacă blajin, cu ochii și cu zâmbetul lui, o figurină. Pe inima cuprinsă de un piept imens, Doctorul strânge o păpușă de care nu se mai despărțește. E copilul lui, cel mai vechi și totuși cel mai staționar, născut odată cu tatăl care, el, a cărunțit. Și păpușa, el o poartă pretutindeni, căci e inteligentă și mistica lui naivitate de bărbat, la vârsta altora de materialitate sceptică și de ramolisment fericit. Impetuos și alert, pe cât de blând și de sfătos, Doctorul arată, de cum îl vezi, păpușa; o culcă și o ridică, o mângâie și plânge pentru ea. E realitatea și visul acestui om, combinate cu porțelanul și stofa; e idealul lui de-o lume roză, cu părul auriu, și care închide pleoapele și le deschide în strălucirea luminii socialiste, cu o lacrimă de bucurii pe gene. De treizeci de ani, cel puțin, el aleargă după o ființă a necunoscutului adevăr integral, întrupată. Se urcă pe capră, dă bice cailor, urnește povara, oprește, se dă jos și ia loc în altă căruță.... La popasuri, el a ridicat câte o fântână și e cel mai adevărat gen de monumente, zidite de hărnicia îndrăgostită a medicului celui fără de arginți, moldovean. Himera l-a împins din Iașiu către București. Boala se confundă în școala lui cu omenirea, maladivă în toate instituțiile ei și când Doctorul Ghelerter își pleacă urechea la coasta unui pacient, auzul lui discerne tictacul acumulat, de dureri tăcute, a universului omenesc. Revolta lui e de zece ori mai mare decât la alții și mila lui de asemeni. El știe să geamă de zdruncinul lumii, atunci când alții l-au dat de tot uitării și singura deosebire fundamentală între acest medic, care putea să considere pe om ca pe un client, și detractorii lui din burghezie, profesioniști molcomi și tihniți într-o dogmă a digestiunii, consistă în sentimentul unei datorii neîmplinite....”—Tudor Arghezi, Bilete de papagal, 1928

La mormântul proaspăt al doctorului Ghelerter, scriitorul și preotul Gala Galaction îi făcea la 30 iulie 1945 următorul elogiu funebru: 
„Îmi vin în gând câteva amintiri în legătură cu inima caldă și faptele doctorului. Spre deosebire de mine, care sunt un mâzgălitor de hârtie, doctorul Ghelerter era un uriaș capabil să zguduie inimile. Am trăit în preajma lui ani de zile și-i cunosc întreaga activitate. L. Ghelerter a fost fratele iubit al celor asupriți, cărora le insufla curaj, spre a privi spre vremuri mai bune.”—Gala Galaction

Fiul doctorului Leon Ghelerter, Iuliu Ghelerter (decedat în 1967), doctor în medicină la rândul lui și profesor de istoria medicinei la Facultatea de Medicină din București, a scris în anul 1946 în Almanahul Socialist: 
„Principiile medicale pe care se întemeiază Spitalul «Iubirea de Oameni» sunt altele. Îndepărtând greșelile specializării și ale tehnicizării excesive în căutarea cazurilor de boală și cele ale industrializării farmaceutice în tratarea lor, directivele acestui spital alcătuiesc o sinteză umană prin o deopotrivă cercetare și îngrijire a trupului și sufletului, precum și o sinteză în arta lecuirii prin găsirea laolaltă, la patul bolnavului, la timp și nevoie, a specialiștilor și prin concentrarea rezultatelor de cercetări și indicațiunile de lecuire, de către medicul în permanentă activitate în spital.... Medicina viitorului - când această știință și artă vor fi puse în întregime în folosul omenirii și nu numai a claselor cu mijloace largi de îngrijire - va însemna, odată cu revenirea la sinteza tuturor specialităților, sub oblăduirea practicianului cunoscător al constituției, familiei și modului de viață al bolnavului, și o medicină de prevenire și cu deosebire socială.”—Iuliu Ghelerter, Almanahul Socialist, 1946 
Spitalul „Iubirea de oameni” este naționalizat de regimul comunist și își continuă activitatea sub numele „Spitalul Alexandru Sahia”. În zilele noastre (2011), spitalul aparține Ministerului Justiției și poartă denumirea de Spitalul clinic „Prof. Dr. Constantin Angelescu”. De remarcat că în anii dictaturii antonesciene autoritățile au încercat să deposedeze Fundația de spital, dar, în urma unui celebru proces, autoritățile au pierdut în fața instanței judecătorești și Fundația și-a continuat activitatea până la preluarea puterii de către comuniști.
Doctorul Ghelerter a înființat, de asemenea, casa de recreație și tratament „Căminul Mira” (numită astfel în memoria fiicei doctorului care a murit în anul 1929), aflată la Eforie Sud. În prezent, „Căminul Mira” aparține Comunității Evreiești din România, în urma unei donații silite din anul 1948.
În anul 1947, istoricul Mihai Roller a publicat Istoria României, istorie scrisă la comanda Partidului Muncitoresc Român, în care doctorul Leon Ghelerter este ponegrit. Ca urmare, bustul doctorului Ghelerter, realizat de sculptorul Ion Jalea, care se afla în curtea spitalului „Iubirea de Oameni”, a dispărut fără urme.
Cu toate acestea, în câteva orașe din Moldova (Vaslui, Roman) sunt străzi care poartă numele „dr. L. Ghelerter”. La Iași există de asemenea Centrul de sănătate mintală „dr. L. Ghelerter” pe strada Ghica Vodă (fostă dr. Ghelerter) care face parte din Spitalul clinic de psihiatrie „Socola”